# B. Fülöp Erzsébet
B. Fülöp Erzsébet (Ditró, 1967. szeptember 22. –) Jászai Mari-díjas romániai magyar színésznő, egyetemi docens.

## Életpályája
Tanulmányait szülővárosában kezdte, majd 1982-től a csíkszeredai Matematika-Fizika Líceum diákja volt. Főiskolai tanulmányait a Marosvásárhelyi Művészeti Egyetemen végezte előbb színművészet (1990–1994), majd ismét alapképzésen teatrológia szakon (1995–2000). Ezt követően 2006-ban a budapesti Színház- és Filmművészeti Egyetemen doktori fokozatot szerzett (DLA – Doctor of Liberal Arts).
Színészi diplomája megszerzése után 1994-től a Kolozsvári Állami Magyar Színházhoz szerződött, ahol lehetősége volt több neves erdélyi rendezővel is együtt dolgozni (Vlad Mugur, Tompa Gábor, Victor Ioan Frunză). Az 1998/99-es évadtól a Marosvásárhelyi Nemzeti Színház Tompa Miklós Társulatának tagja lett, ahol szintén számos rendezővel dolgozott együtt (Bocsárdi László, Babarczy László, Bodó Viktor, Radu Afrim, Mohácsi János). 1998-tól színészi munkássága mellett tanári pályába is kezdett, előbb a Marosvásárhelyi Művészeti Egyetemen (1998–2016), majd a Babeș–Bolyai Tudományegyetem Színház és Televízió Karán volt óraadó tanár (2008–2010), 2016-tól pedig a Marosvásárhelyi Művészeti Egyetem docense és az egyetem Doktori Iskolájának vezetője.

## Munkássága

### Tudományos tevékenységei
A tudományos területen való munkássága 1994-ben kezdődött a színművészet szakos záródolgozatával, majd 2000-ben tovább folytatódott a teatrológia szak elvégzésekor készült dolgozatával. 2001-től több, a Marosvásárhelyi Művészeti Egyetem által szervezett tudományos konferencián vett részt előadóként, emellett több írása is megjelent a Symbolon nevű tudományos folyóiratban. 2013-ban megjelent első könyve A színházi hermeneutika alapjai: a Gesztus mint hermeneutikai tett címmel.

### Fontosabb színházi munkái
| Darab                                                             | Szerep                    | Rendező                  | Év   |
| ----------------------------------------------------------------- | ------------------------- | ------------------------ | ---- |
| William Shakespeare: A vihar                                      | Miranda                   | Parászka Miklós          | 1998 |
| Vörösmarty Mihály-Görgey Gábor: A fátyol titkai                   | Katica                    | Tarr László              | 1993 |
| Bertolt Brecht: Koldusopera                                       | Peachum                   | Kövesdy István           | 1994 |
| Molière: Tartuffe                                                 | Pernelle asszony          | Tompa Gábor              | 1994 |
| Paul Foster: Tom Paine                                            | Hírnök                    | Victor Ioan Frunză       | 1994 |
| Füst Milán: Máli néni                                             | Szolgáló Novákéknál       | Árkosi Árpád             | 1995 |
| William Shakespeare: Vízkereszt, vagy amit akartok                | Maria                     | Victor Ioan Frunză       | 1995 |
| Carlo Goldoni: A velencei ikrek                                   | Beatrice                  | Vlad Mugur               | 1996 |
| Kárpáti Péter: Méhednek gyümölcse                                 | Mari                      | Bérczes László           | 1997 |
| Frank Wedekind: A tavasz ébredése                                 | Bergmann asszony          | Anca Bradu               | 1998 |
| William Shakespeare: Szentiváéji álom                             | Hyppolita                 | Novák Eszter             | 1999 |
| Daniel Defoe: Példás történet                                     | Moll Flanders             | Barabás Olga             | 2001 |
| A. A. Millne: Micimackó                                           | Nyuszi                    | Kovács Levente           | 2002 |
| Euripidész: Iphigénia Auliszban                                   | Klitemnesztra             | Parászka Miklós          | 2003 |
| Füst Milán: A boldogtalanok                                       | Rózsi                     | Bodó Viktor              | 2004 |
| Hatházi András: A dilis Resner                                    | Margit                    | Parászka Miklós          | 2004 |
| Szomory Dezső: Györgyike, drága gyermek                           | Lóri                      | Kovács Levente           | 2004 |
| A.P. Csehov: Cseresznyéskert                                      | Sarlotta Ivanovna         | Andreea Vulpe            | 2004 |
| Bertolt Brecht: Szecsuáni jólélek                                 | Sen Te-Sui Ta             | Barabás Olga             | 2004 |
| Visky András: A szökés                                            | Angyal                    | Patkó Éva                | 2004 |
| William Shakespeare: Lear király                                  | Bolond                    | Bocsárdi László          | 2006 |
| Örkény István: Macskajáték                                        | Egérke                    | László Csaba             | 2006 |
| William Shakespeare: III. Richárd                                 | III. Richárd              | Andreea Vulpe            | 2007 |
| Jon Fosse: Őszi álom                                              | Középkorú nő              | Sorin Militaru           | 2009 |
| Luigi Pirandello: Hat szereplő szerzőt keres                      | Anya                      | David Zinder             | 2010 |
| Matei Vișniec: Kenyérrel a zsebben                                | Ember bottal              | Patkó Éva                | 2011 |
| Háy János: A Gézagyerek                                           | Vizike                    | Rusznyák Gábor           | 2012 |
| Varró Dániel: Túl a Maszat-hegyen                                 | Papagáj                   | Keresztes Attila         | 2013 |
| Székely Csaba: Hogyne, drágám!                                    | Árnyék                    | Sebestyén Aba            | 2013 |
| Radu Afrim: Az ördög próbája                                      | Trendi Bözsi, zenetanárnő | Radu Afrim               | 2014 |
| Szirmai Albert: Mágnás Miska                                      | Marcsa                    | Harsányi Zsolt           | 2014 |
| A. P. Csehov: Antosa                                              | Mása                      | Barabás Olga             | 2014 |
| Bartis Attila: A nyugalom                                         | Anya                      | Radu Afrim               | 2015 |
| A. P. Csehov: A sirály                                            | Arkagyina                 | Keresztes Attila         | 2015 |
| Molnár Ferenc: Az üvegcipő                                        | Adél                      | Mohácsi János            | 2016 |
| Radu Afrim: Retrómadár blokknak csapódik és forró aszfaltra zuhan | Aurora                    | Radu Afrim               | 2016 |
| Timur Vermes: Nézd, ki van itt!                                   | Frau Bellini              | Theodor Cristian Popescu | 2017 |

### Filmszerepei
- Kínai védelem, rendezte: Tompa Gábor, 1999
- A rózsa csöndje, rendezte: Erőss László, 2014
- Fine it's pink – videóklip a 2015-ös TIFF-en, rendezte: Iustin Surpanelu, 2015[1]
- Tízen a filmért: B. Fülöp Erzsébet, rendezte: Radu Bărbulescu, 2015[2]

### Rendezői tevékenysége
Színészi munkássága mellett rendezői ambícióit is kibontakoztatta (Molière: Szívek és szarvak – 2006; Curva pericolosa – 2004; Gianina Cărbunariu: Madybaby – 2010; Carlo Collodi: Pinokkio musical – 2010; Neil la Bute: Valami csajok – 2014). Az említett előadások között több díjnyertes is van. 

## Díjai, elismerései
- 2000: Poór Lili-díj (EMKE)
- 2002: Legjobb női alakítási-díj, Határon Túli Magyar Színházak Fesztiválja, Kisvárda
- 2004: Legjobb női mellékszereplőnek járó díj, Thalia Open Fesztivál, Marosvásárhely (Füst Milán: A boldogtalanok)
- 2004: RÉV & RT Díj – A Hajónapló Műhely színészi alakítás díja
- 2005: Legjobb színésznő mellékszerepben (Füst Milán: A boldogtalanok)
- 2006: A Kisvárdai Lapok Szerkesztősége díja
- 2006: Legjobb női főszereplő (Bertolt Brecht: Szecsuáni jólélek)
- 2007: Jászai Mari-díj
- 2009: Közönségzsűri díja, Magyar Színházak Fesztiválja, Kisvárda
- 2015: A legjobb színésznő díja (Bartis Attila: A nyugalom)
- 2015: Legjobb női alakításért járó díj (A. P. Csehov: Antosa)
- 2016: Női alakításért járó díj
- 2017: Kemény-díj

### Interjúk, beszélgetések, megjelent írásai
- https://atelier.liternet.ro/articol/15940/Cristina-Rusiecki-Erzsebet-B-Fulop/10-pentru-Film-la-TIFF-2015-Scriu-fiecare-rol-cu-corpul-meu.html
- „A színész, ha bíznak benne, csodákra képes”[halott link]
- Szűkül a csend köre
- Kulcsár Andrea: Vérrel, könnyel, takonnyal
- https://web.archive.org/web/20181123010230/http://revistateatrala.radioromaniacultural.ro/un-rol-mic-o-creatie-seducatoare/
- Bodó Márta: Mondja, hogy mutatják
- Szétbeszéd a testről
- http://www.jatekter.ro/?p=23282